# Xã King, Quận Johnson, Arkansas
Xã King (tiếng Anh: King Township) là một xã thuộc quận Johnson, tiểu bang Arkansas, Hoa Kỳ. Năm 2010, dân số của xã này là 1.227 người.